# Tomek i przyjaciele: Wielki świat! Wielkie przygody!
Tomek i przyjaciele: Wielki świat! Wielkie przygody! (ang. Thomas & Friends: Big World! Big Adventures!) – film pełnometrażowy serialu Tomek i przyjaciele. W Wielkiej Brytanii film animowany, niebieskiej lokomotywy. W Polsce film był emitowany na kanale MiniMini+. Premiera filmu w Wielkiej Brytanii miała miejsce w 2018 roku, a w Polsce rok później.

## Fabuła
Niebieska lokomotywa z numerem 1 znów na ekranie! Filmowe przygody Tomka i jego przyjaciół na wyspie Sodor nauczą maluchy, że praca zespołowa to klucz do sukcesu.
Mały samochód wyścigowy o nazwie Ace przybywa na wyspę Sodor. Tomek jest oczarowany pomysłami nowego kolegi, który namawia go do spełniania marzeń i okrąża świat jako pierwsza lokomotywa. Niebieska lokomotywa podróżuje po pięciu kontynentach, przejeżdża przez pustynie, góry i niebezpieczne dżungle. W trakcie wyprawy Tomek poznaje Nię, lokomotywę, która uczy go, że trzeba umieć prosić o pomoc swoich najbliższych.

## Bohaterowie
- Tomek
- Edek
- Henio
- Gabryś
- Kuba
- Piotruś
- Tobik
- Wiluś i Benio
- Latający Szkot
- Emilka
- Rózia
- Tymek
- Marianka
- Sam
- Carlos
- Yong Bao
- Diesel
- Paweł
- Zbyszek
- Bercia
- Ania i Klara
- Karolek
- Karolcia
- Wielki Miki
- Pan Szyneczka
- Pelagia Szyneczka
- Pan Patyczek
- Chudy Duchowny
- Kierownik Stacji Knapford
- Kaczor (kamea)
- Donald i Darek (kamea)
- Olek (kamea)
- Staś (kamea)
- Kacper (kamea)
- Vinnie (kamea)
- Rajiv (kamea)
- Dorotka (kamea)
- Marta (kamea)
- Arek i Bartek (kamea)
- Norman (kamea)
- Filip (kamea)
- Stefek (kamea)
- Wojtek (kamea)
- Hania (kamea)
- Harold (kamea)
- Kapitan (kamea)
- Sir Robert Norramby (kamea)
- Żeglarz Janek (kamea)
- Nauczycielka (kamea)

### Nowe Postacie
- Nia
- As
- Beau
- Kwaku
- Natalia
- Chiński Diesel Manewrowy
- Emerson
- Fernando
- Afrykański Dźwig
- Amerykański Dźwig
- Diesel z Arizony
- Szara Lokomotywa z Tendrem (kamea)

## Głosu Użyczyli

### Wersja angielska
- John Hasler – Tomek
- Keith Wickham – Edek, Gabryś, Henio, Harold, Bercia, Kapitan, Gruby Zawiadowca, Mama Zawiadowcy i Pan Patyczek
- Rob Rackstraw – Kuba, Tobik, Donald, Sam, Wielki Miki
- Nigel Pilkington – Piotruś
- Steven Kynman – Kaczor i Paweł
- Joe Mills – Darek i Olek
- Tim Whitnall – Wiluś, Tymek i Głowa Moai
- Matt Wilkinson – Benio, Karolek, Tony i Carter
- Rufus Jones – Latający Szkot
- Teresa Gallagher – Emilka, Marianka, Dorotka, Natalia, Amerykański Diesel, Cassia i Ania i Klara
- Nicola Stapleton – Rózia
- Kerry Shale – Beau i Diesel
- Bob Golding – Zbyszek
- Rasmus Hardiker – Filip
- Lucy Montgomery – Karolcia i Kowbojki
- Dan Li – Yong Bao
- Gabriel Porras – Carlos, Fernando, Emerson, Wagony z Kawą i Amerykańskie Głosy
- Su-Lin Looi – Chiński Diesel
- Yvonne Grundy – Nia (Dialogi)
- Patricia Kihoro – Nia (Śpiewanie)
- Rachael Miller – Angelika
- Abubakar Salim – Kwaku, Afrykańskie Nieznośne Wagony i Afrykańskie Głosy
- Richie Campbell – Afrykańskie Nieznośnie Wagony i Afrykańskie Głosy
- Akiya Henry – Afrykańskie Nieznośnie Wagony i Afrykańskie Głosy
- Chipo Chung – Afrykańskie Nieznośnie Wagony i Afrykańskie Głosy
- Dona Adwera – Afrykańskie Głosy
- Peter Andre – As
- David Menkin – Samochód Wyścigowy Numer 3 i Kowboje
- Christopher Ragland – Samochód Wyścigowy Numer 4 i Kowboje

### Dubbing 1
Wystąpili:
- Mikołaj Klimek – Gruby Zawiadowca
- Damian Kulec –
  - Strażnik,
  - Sprzedawca 1,
  - Robotnik w Brazylii,
  - Handlarz w Tanzanii,
  - Kowboj 2,
  - Wagon z kawą 4,
  - Wagon z kawą 8,
  - Dizel z Arizony
- Mateusz Kwiecień –
  - Kierownik stacji,
  - Spiker,
  - Zawiadowca w Afryce,
  - Szef karawany,
  - Kowboj 1,
  - Paweł,
  - Wagon,
  - Wagon z kawą 1,
  - Wagon z kawą 5
- Anna Apostolakis-Gluzińska –
  - Mama Grubego Zawiadowcy,
  - Robotniczka w Afryce
- Maksymilian Michasiów –
  - Sprzedawca 2,
  - Robotnik w Afryce,
  - Kowboj 3,
  - Cysterna bliźniak 1,
  - Wagon z kawą 2,
  - Wagon z kawą 6,
  - Wózek z kopalni
- Konrad Makowski –
  - Kierownik portu w Afryce,
  - Strażnik w Afryce,
  - Moai,
  - Tony,
  - Dźwig z Rio,
  - Wagon z kawą 3,
  - Wagon z kawą 7,
  - Dizel z Chin
- Justyna Orzechowska (jako: Joanna Orzechowska) –
  - Kowbojka,
  - Andżelika,
  - Wagon z kawą 9
- Janusz Zadura – Tomek (dialogi)
- Krzysztof Pietrzak – Tomek (śpiew)
- Sławomir Pacek – Gabryś
- Michał Klawiter – As
- Grzegorz Kwiecień –
  - Zbyszek,
  - Carlos,
  - Yong Bao
- Przemysław Glapiński –
  - Latający Szkot,
  - Tymek,
  - Wyścigówka 3,
  - Wagon w środku,
  - Sam
- Lidia Sadowa – Klara
- Agnieszka Kunikowska – Ania
- Elżbieta Kijowska-Rozen – Bercia
- Elżbieta Kopocińska – Emilka
- Grzegorz Drojewski – Piotruś
- Miłogost Reczek – Tobik
- Janusz Wituch –
  - Dizel,
  - Wiluś
- Joanna Kuberska –
  - Rózia,
  - Cysterna bliźniak 2,
  - Karolcia,
  - Wagon z kawą 10
- Wojciech Chorąży –
  - Edek,
  - Chudy Zawiadowca
- Katarzyna Owczarz – Marianka
- Michał Skarżyński –
  - Benio,
  - Harold,
  - Wyścigówka 4,
  - Dźwig z Tanzanii
- Waldemar Barwiński – Kuba
- Cezary Kwieciński – Henio
- Piotr Gogol – Kapitan
- Sebastian Machalski – Bogdan
- Patryk Czerniejewski –
  - Wagon Towarowy,
  - Lokomotywa z Brazylii,
  - Dizel z Brazylii,
  - Dźwig z Ameryki
- Klaudiusz Kaufmann – Karolek
- Klaudia Kuchtyk – Nia
- Paulina Komenda –
  - Wagon z tyłu,
  - Natalia
- Otar Saralidze – Kwaku
- Tomasz Grochoczyński – Bo

Tłumaczenie: Jakub Osiński

Reżyseria: Anna Apostolakis-Gluzińska

Wersja polska: Start International Polska
Lektor: Piotr Borowiec

### Dubbing 2
Wystąpili:
- Janusz Zadura – Parowóz Tomek
- Przemysław Glapiński –
  - Latający Szkot,
  - Niebieski Parowóz Tymek,
  - Wyścigówka 3,
  - Pan Dyrektor
- Waldemar Barwiński –
  - Parowóz Kuba,
  - Parowóz Edek

oraz:
- Sławomir Pacek –
  - Parowóz Tobik,
  - Parowóz Gabryś
- Wojciech Paszkowski –
  - Wiluś,
  - Kierownik stacji,
  - Kowboj 3
- Damian Kulec – Strażnik
- Dariusz Błażejewski –
  - Spiker,
  - Robotnik w Brazylii,
  - Wagon z kawą 1,
  - Sprzedawca 2,
  - Kierownik portu w Afryce,
  - Carlos
- Bartosz Wesołowski – Dizel z Brazylii

i inni
Wykonanie piosenki: Grzegorz Turnau, Magda Umer, Wojciech Paszkowski, Damian Kulec, Krzysztof Pietrzak, Sebastian Machalski
Lektor: Stefan Knothe

### Lektor Puls 2, Polsat JimJam
Wersja polska: STUDIO PUBLISHING

Tekst: Joanna Drozd

Czytał: Stefan Knothe